# Francisco Javier Hernández García
Francisco Javier Hernández García (Almansa, Albacete, 20 de enero de 1983), más conocido como Javi Hernández, es un futbolista español. Juega como defensa y su actual equipo es la Unión Deportiva Almansa.

## Trayectoria
Este defensa natural de Almansa, tiene un importante currículum. Tras pasar por la cantera del Club Atlético de Madrid, pasó, entre otros, por equipos como el Tenerife B, Benidorm C.F. o Celta B.
Se enfrentó al F.C.Barcelona en un partido de copa del rey, intercambió la camiseta con el famoso defensa Carles Puyol, aún guarda como un tesoro la camiseta del legendario jugador.
En 2010, y tras su buena campaña en el Conquense, ficha por la A.D. Alcorcón para reforzar la zaga del equipo amarillo.
En ese mismo año, y con la A.D. Alcorcón, debuta en la Segunda División del fútbol español. Precisamente, en 2009 jugó en el Conquense, equipo con el que se enfrentó a la A.D. Alcorcón y que terminó la campaña en la décima posición de la clasificación del grupo II de la Segunda División B.
En la temporada 2012-13 militó en el Deportivo Alavés.
El 17 de julio de 2013 se compromete con el Real Oviedo por una temporada.
Posteriormente pasó por el UCAM Murcia, el Marbella F.C. y el Yeclano Deportivo.
Desde la temporada 2017-18 milita en la Unión Deportiva Almansa.

## Clubes
- Club Atlético de Madrid "C" (2001-02).
- C.D. Tenerife B (2002).
- Unión Deportiva Almansa (2002-03).
- Tomelloso Club de Fútbol (2003-05).
- Benidorm C.F. (2005-06).
- Unión Deportiva Almansa (2006-07).
- Real Club Celta de Vigo "B" (2007-08).
- Unión Deportiva Almansa (2008-09).
- Unión Balompédica Conquense (2009-10).
- Agrupación Deportiva Alcorcón (2010-12).
- Deportivo Alavés (2012-13).
- Real Oviedo (2013-14).
- UCAM Murcia (2014-15).
- Marbella F.C. (2015-16).
- Yeclano Deportivo (2016-17).
- Unión Deportiva Almansa (2017-2021).
- Actualmente esta sin equipo pero sin retiro.